# American Kennel Club
American Kennel Club (AKC) bildades den 17 september 1884, då 12 hundkännare i USA samlades, efter att J. M. Taylor och Elliot Smith hade skrivit de andra ett brev. De möttes vid Philadelphia Kennelklubb i samma stad.
Varje medlem var sedan innan ansvarig för en hundklubb som på ett eller annat sätt haft utställningar eller tävlingar.
De beslöt att slå sig samman och detta var det första officiella mötet som startade AKC.
AKC är tillsammans med UKC (United Kennel Club) de två stora registerförarna av renrasiga hundar i USA.
AKC är inte medlem i den internationella kennelfederationen Fédération Cynologique Internationale (FCI) men har samarbete när det gäller avel och hundutställningar. AKC har en egen gruppindelning av hundraser.